# Ripley Under Ground
Ripley Under Ground is een Duitse film uit 2005 die in het Engels is opgenomen. Deze misdaadfilm is een verfilming van het gelijknamige boek van Patricia Highsmith.

## Synopsis
De psychopaat Tom Ripley slaat weer toe. Wanneer Jeff, een kunstschilder die net beroemd is geworden, dodelijk verongelukt besluit Ripley om samen met een paar handlangers het lijk te verbergen. Ze doen net alsof de kunstenaar nog leeft en verkopen nieuwe schilderijen onder zijn naam.
Ripley wordt tegelijkertijd verliefd op de mooie en rijke Heloise. Hij moet alles op alles zetten om zijn criminele dubbelleven voor haar verborgen te houden. Zijn kwaliteiten worden op de proef gesteld wanneer een van de kopers ontdekt dat zijn schilderij een vervalsing is en verhaal komt halen.

## Rolbezetting
- Barry Pepper als Tom Ripley
- Jacinda Barrett als Heloise Plisson
- Willem Dafoe als Neil Murchison
- Alan Cumming als Jeff Constant
- Tom Wilkinson als John Webster
- Claire Forlani als Cynthia
- Ian Hart als Bernard Sayles
- Shelley Conn als Honey

## Ontvangst
De film werd redelijk ontvangen. Het Amerikaanse blad Variety gaf de film een slechte recensie en vergeleek de film met eerdere verfilmingen over Tom Ripley. In de film komt het complexe karakter van Tom Ripley niet echt van de grond zoals wel het geval is in The Talented Mr. Ripley en Ripley's Game. WorldsGreatestCritic.com was positiever omdat Ripley in deze film als een prettiger en vrolijker persoon wordt afgeschilderd.

## Opnamen
De opnamen vonden plaats in Londen, Man en in Waddesdon Manor.